# Sandra Nankoma
Sandra Nankoma trước đây còn được biết đến với cái tên Sandy Soul là một nghệ sĩ thu âm, ca sĩ, nhạc sĩ, nhà soạn nhạc và người biểu diễn nhạc Afro-soul và nhạc jazz và một nữ diễn viên người Uganda. Cô bước chân vào ngành công nghiệp âm nhạc khi hợp tác với Sylvester Kabombo trong một bài hát hip hop, "Fumbiro" vào năm 2009. Sau đó, cô phát hành các đĩa đơn hit của mình, "Mercedes" và "Kaddugala".

## Nghề nghiệp
Sandra bắt đầu hát ở độ tuổi nhỏ. Cô gia nhập đội hợp xướng Fellowship tại trường mới, nơi cô nhanh chóng trở thành một trong những người lãnh đạo của dàn hợp xướng kinh thánh, trong 2 năm. Cô là một cựu sinh viên của Đại học Christian Christian Mukono, nơi cô có bằng Cử nhân về Thiết kế và Mỹ thuật công nghiệp với chuyên ngành điêu khắc.
Sandra bắt đầu hoạt động âm nhạc một cách chuyên nghiệp vào năm 2014 khi cô biểu diễn tại Liên hoan nghệ thuật Bayimba, sau khi cô hợp tác với Sylvester Kabombo trong một bài hát hip hop, "Fumbiro". Cô đã phát hành đĩa đơn đầu tiên có tựa đề Mùa. Kể từ đó, cô đã thu âm một số bài hát khác bao gồm Kaddugala, Musaiza Wei'ka, Babylon và Mercedes được trình chiếu trên chương trình My Song của RNW trên YouTube cũng như hợp tác với rất nhiều nhạc sĩ người Áo khác bao gồm Sylvester, Jackie Akello, Suzan Kerunen và nhiều người khác. Sandra Nankoma đã biểu diễn trên một số sân khấu ở Uganda và các lễ hội như Liên hoan nghệ thuật Bayimba Liên hoan âm nhạc thế giới Milege do Milege tổ chức, Liên hoan nhịp điệu ngọc, lễ kỷ niệm Ngày âm nhạc thế giới và rất nhiều hoạt động khác.
Năm 2014, cô bắt đầu ban nhạc của riêng mình, biểu diễn với nghệ danh Sandy Soul, sau đó đến Châu Phi biểu diễn ở các thành phố khác nhau, Nairobi, Arusha, Abidjan, Kigali bao gồm Châu Âu, Paris. Năm 2016, cô biểu diễn tại Liên hoan nghệ thuật MASA ở Bờ biển Ngà, là một phần của Afroman Spice, một công ty nhà hát do cô đồng sáng lập, đóng vai trò thay đổi xã hội, thiên về các vấn đề phụ nữ, cô đã biểu diễn tại Liên hoan Ubum Ubuntu và tại lễ hội Kigali Up với tư cách Sandy Soul.
Năm 2017, cô đã ở lại địa điểm tập trung âm nhạc ở Nairobi có tên Soul Train, nơi cô đã hợp tác với khá nhiều nghệ sĩ Đông Phi, Tây Phi và Nam Phi như Jojo Abot (Ghana), Blinky Bill (Kenya), Jackie Manyelope, Prisca Ojwang, DJ kampire và những người khác.